# 帕拉佐洛苏洛廖
帕拉佐洛苏洛廖（義大利語：Palazzolo sull'Oglio），是意大利布雷西亚省的一个市镇。总面积23.06平方公里，人口19558人，人口密度848.1人/平方公里（2009年）。国家统计（ISTAT）代码为017133。